# Raymond Passello
Raymond Passello (* 12. Januar 1905 in Genf; † 16. März 1987 ebenda) war ein Schweizer Fussballspieler. Er nahm an der Fussballweltmeisterschaft 1934 teil.

## Vereinskarriere
Passello spielte im Verlauf seiner Karriere ausschliesslich für den Servette FC Genève. Mit den Westschweizern gewann er zwischen 1925 und 1934 fünf Meistertitel. Beim 5:1 gegen den Grasshopper Club Zürich im Cupfinal 1928 trug er mit zwei Toren zum Pokalgewinn seines Klubs bei.

## Nationalmannschaft
Sein Debüt in der Schweizer Fussballnationalmannschaft gab Passello am 25. Oktober 1925 im Baseler Rankhof beim 0:4 im Freundschaftsspiel gegen Deutschland.
Passello wurde von seinem Vereinstrainer, dem Engländer Teddy Duckworth, der die Schweiz in Personalunion als Nationaltrainer beim Olympischen Fussballturnier 1928 betreute, für das Schweizer Aufgebot nominiert, kam im einzigen Turnierspiel der Schweizer bei der 0:4-Achtelfinalniederlage gegen Deutschland jedoch nicht zum Einsatz.
Anlässlich der Weltmeisterschaft 1934 in Italien berief ihn Nationaltrainer Heinrich Müller in den Schweizer Kader. Sein Einsatz beim 3:2-Sieg im Erstrundenspiel gegen die Niederlande war gleichzeitig sein letztes Spiel für die Nationalmannschaft.
Insgesamt bestritt Passello 18 Länderspiele, in denen er drei Tore erzielte.

## Erfolge
- Schweizer Meister: 1925, 1926, 1930, 1933, 1934
- Schweizer Cup: 1928